# Réplication de l'ADN

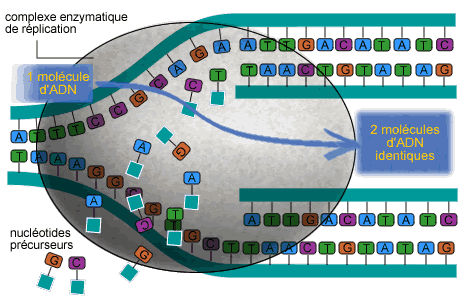

L’ADN est la molécule qui contient l’information génétique, nécessaire pour le fonctionnement de la cellule. Il est sous forme de double hélice constitué par deux brins complémentaires.
La réplication est un processus biologique qui permet de produire deux copies identiques d’ADN double brin à partir d’une seule molécule, permettant ainsi la transmission de l’information génétique de la cellule mère aux deux cellules filles lors de la division cellulaire (mitose et méiose).     

La réplication est un processus complexe qui se déroule en plusieurs étapes : l’initiation, l’élongation et la réplication

La mitose permet, grâce à la réplication de l'ADN, la formation de deux cellules filles strictement identiques génétiquement à la cellule mère.

Un grand nombre de protéines interviennent dans le mécanisme de la réplication formant le complexe enzymatique de réplication, appelé réplisome,. Les enzymes et protéines intervenant dans la réplication de l’ADN sont homologues chez les eucaryotes et chez les archées mais ont des séquences en acides aminés très différentes chez les bactéries. Toutefois, au niveau fonctionnel comme au niveau structural, on retrouve des homologies frappantes entre les protéines bactériennes et les protéines eucaryotes, ce qui indique que les mécanismes de réplication sont analogues,.

## Réplication de l’ADN: semi-conservatrice et bidirectionnelle

Schéma général de la fourche de réplication de l'ADN

Le brin d’ADN qui sert de matrice à la réplication est le brin parental. Le nouveau brin complémentaire au brin parental est le brin néoformé. À l’issue de la réplication, chacune des deux molécules d’ADN nouvellement formée est constituée d’un brin parental et d’un brin néoformé. On qualifie ce processus de semi-conservateur. C'est l'expérience de Meselson et Stahl en 1958 qui a permis de le démontrer.

## Œil de réplication
En biologie, le terme d'œil de réplication est utilisé pour désigner la forme représentée par la molécule d'ADN lors de sa réplication. La réplication commence au niveau d'une ou plusieurs origines de réplication qui sont des séquences de nucléotides spécifiques reconnues par des protéines de réplication. Ces protéines vont s'attacher aux origines de réplication et séparer les deux brins d'ADN ce qui va former un « œil » de réplication.

## Fourche de réplication
La fourche de réplication est la structure formée lorsque l’ADN se réplique, et sur laquelle l'ADN polymérase vient se fixer. L'ADN polymérase est une enzyme catalysant la formation des liaisons nucléotidiques. Le complexe enzymatique intervenant dans la réplication est appelé réplicase.
La réplication peut être divisée en trois étapes principales : l’initiation, l’élongation et la terminaison.

### Initiation de la réplication

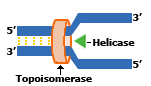

l’initiation de la réplication s’effectue à des positions spécifiques sur le chromosome, appelés « origines de réplication » où sont recrutées des protéines spécialisées responsables pour débuter la réplication. Les bactéries possèdent généralement un seul chromosome avec une seule origine de réplication à partir de laquelle partent deux fourches de réplication qui migrent dans des directions opposées. Le génome des eucaryotes possède plusieurs origines de réplication car il est plus grand en taille et il est constitué de plusieurs chromosomes. Pour activer la réplication, des protéines d’initiation sont recrutées à l’origine de réplication. La protéine DnaA chez les bactérie lie l’origine de réplication et déroule l’ADN pour former de l’ADN simple brin. Chez les eucaryotes c’est un complexe protéique, ORC (Origin recognition complex) qui se lie à l’origine de réplication. La liaison des protéines d’initiation permet le recrutement de deux hélicases (MCM2-7 chez les eucaryotes, DnaB chez les bactéries) qui permettent de dérouler l’ADN dans les deux directions opposées de l’origine. L’activation de MCM2-7 est médiée par les deux protéines Cdc45 et GINS. 
Les AND polymérases sont incapable d’initier la synthèse de nouvelle chaine d’ADN, pour pallier ce problème une amorce ARN de ~12 nucléotide est synthétisée par une enzyme avec une activité primase (ADN polymérase α chez les eucaryotes et DnaG chez les bactéries). 
Chez les procaryotes, le complexe multi-enzymatique composé de l'hélicase et de la primase est appelé le primosome.

### Élongation ou la synthèse d’ADN

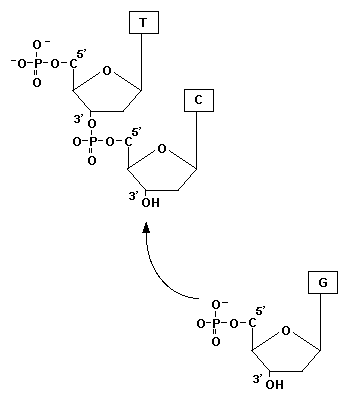

C’est au cours de cette phase qu’il y a formation du réplisome et synthèse d’ADN. L’élongation de l’ADN progresse toujours dans le sens 5' vers 3' pour le brin en création. C’est l'ADN polymérase, qui ajoute à l'extrémité 3' de la molécule en formation, des désoxyribonucléotides. Cependant, les deux brins de la double hélice d’ADN sont enroulés dans des sens opposés : ils sont antiparallèles. Il existe de ce fait des mécanismes différents selon le brin d’ADN répliqué.
Il existe ainsi un « brin direct », ou « brin précoce » (leading strand) et un « brin indirect », ou « retardé », ou « tardif » (lagging strand) :
- le « brin direct » est le brin complémentaire du brin parental orienté 3’ vers 5’ (le « brin direct » est donc orienté 5’ vers 3’). Il est donc créé de façon continue, dans le sens 5’ vers 3’ ;
- le « brin indirect » est le brin complémentaire du brin parental orienté 5' vers 3’ (le « brin indirect » est donc orienté 3’ vers 5’). Il est créé de façon discontinue, sous forme de fragments d’Okazaki, dans le sens 3’ vers 5’.

Chez les procaryotes, les fragments d' Okazaki ont une longueur de 1.000 à 2.000 paires de bases ; chez les eucaryotes, ils ne font qu'environ 200 paires de bases de long.
L'ADN polymérase a besoin d'une amorce pour fonctionner, parce qu'elle ne commence à synthétiser que par une extrémité 3'OH Libre. Et c'est l'amorce ARN qui va fournir cette extrémité libre. La présence ici d'ARN est expliquée par le fait que seules deux enzymes peuvent synthétiser les chaînes nucléotidiques : L'ARN Polymérase et L'ADN Polymérase. Dans le cas présent, l'ADN Polymérase ne pouvant fonctionner sans amorce, c'est L'ARN polymérase qui prend le relais pour fournir l'amorce nécessaire. La primase va en effet créer ces amorces d'ARN. Il y aura donc sur le brin retardé des jonctions ARN-ADN, qui seront par la suite éliminées par une RNase H. Des ADN polymérases particulières vont ensuite combler les lacunes laissées par l'ARN.
D'autres enzymes sont nécessaires au bon fonctionnement de la réplication d'ADN. Puisque le placement des histones dans la chromatine régule l'expression génétique, des protéines chaperons séparent les histones de l'ADN avant la réplication et les remettent après aux mêmes endroits. Les polymérases sont retenues à l'ADN parental par des protéines tenons et des protéines à pince coulissante. C’est le PCNA des eucaryotes et des archées, et la sous unité b des bactéries. Une hélicase brise les liaisons H entre les deux brins, et des protéines SSB se fixent à l'ADN monocaténaire par des liaisons salines, pour éviter la reformation de liaisons entre les deux brins. Sur l'ADN double brin précédant l'hélicase se fixe une topoisomérase I qui va permettre d'éviter les torsions entraînées par l'ouverture de la double-chaîne par l'hélicase (comme pour une ficelle dont on écarte les deux brins), en coupant un des brins, puis le ressoudant après déroulement. Une topoisomérase II va se fixer sur une des molécules d'ADN filles, et par la scission des deux brins de celle-ci, va permettre le démêlement des 2 ADN filles. Elle ressoude ensuite (après le passage de l'autre molécule dans l'interstice formé) la molécule lysée.

### Terminaison
Cette phase correspond à l’arrêt de la réplication lorsque deux fourches de réplication se rencontrent ou lorsqu’une fourche rencontre un signal de terminaison de la réplication. Il y a « ter » : terA terD terB terC qui freinent les fourches de réplication.

## Fidélité de la réplication
La fidélité de réplication est très grande et elle est en très grande partie due à l'ADN polymérase, qui incorpore les bases nucléiques en fonction de la complémentarité des appariements Watson-Crick (A-T, C-G). En effet, ce très faible taux d'erreur de l'ADN polymérase pendant la réplication est dû au fait que les ADN polymérases réplicatives disposent d'une activité de relecture qui leur permet de vérifier que le dernier nucléotide incorporé est bien le bon.
En cas d'erreur, les ADN polymérases (I et III) les corrigent au moyen de leur activité exonucléase 3' → 5'. Ceci permet à la polymérase de reculer d'un cran en éliminant le nucléotide incorrect qui est hydrolysé, pour ensuite reprendre la synthèse du brin d'ADN.
Avant cette relecture de l'ADN le taux d’erreur est d'environ 10-5 (une erreur sur cent mille bases répliquées) ce qui est très peu compte tenu du nombre de bases répliquées par seconde qui est d'environ 500 bases par seconde chez les bactéries. L'étape de relecture fait chuter le taux d'erreur de réplication à environ 10-7. Enfin, les erreurs qui ont éventuellement échappé à ce mécanisme de contrôle sont réparées ensuite dans l'ADN double brin par un mécanisme spécifique de réparation des mésappariements ou MR (mismatch repair). L'ensemble du dispositif constitue donc un système extrêmement efficace puisque le taux d'erreur chute à environ une mutation pour 10 milliards de bases répliquées.